# Kim Jung-joo
Kim Jung-joo (kor. 김정주, ur. 11 listopada 1981 w Chinju) – południowokoreański bokser, dwukrotny brązowy medalista olimpijski.
Występuje na ringu w wadze półśredniej. Zdobywca brązowego medalu w igrzyskach olimpijskich w Pekinie w 2008 roku i cztery lata wcześniej na igrzyskach w 2004 roku w Atenach.
Złoty medalista igrzysk azjatyckich w 2002 roku i mistrzostw Azji dwa lata później.